# EuropaNova

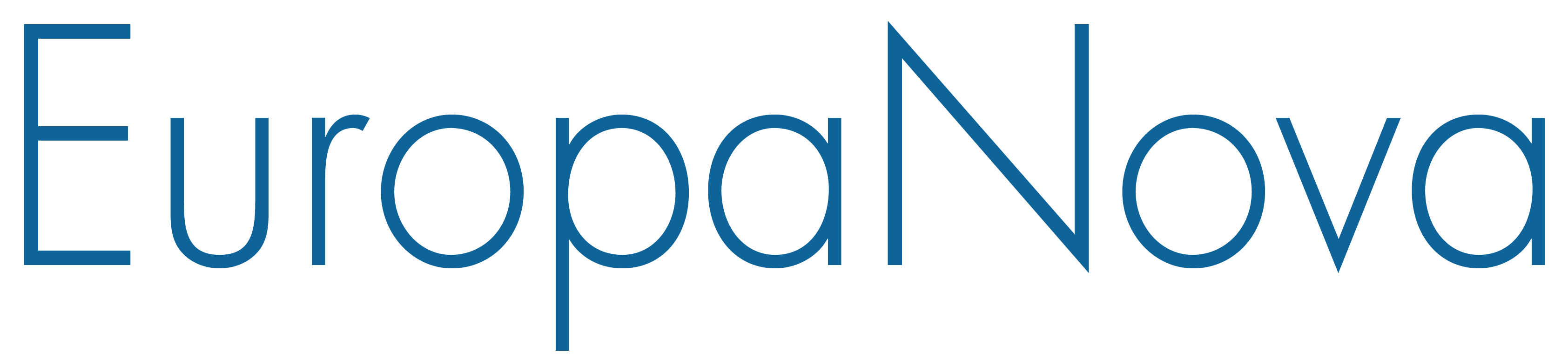
Logo der Denkfabrik

EuropaNova ist ein 2003 gegründeter Thinktank mit Sitz in Paris. Das Ziel der Denkfabrik besteht darin, den Weg der wirtschaftlichen und demokratischen Integration Europas zu unterstützen.

## Geschichte
EuropaNova im Jahre 2003 von Guillaume Klossa und Enrico Letta gegründet. Nach dem Scheitern der Initiative einer Europäischen Verfassung aufgrund ihrer Ablehnung durch Referenden in den Niederlanden und Frankreich versucht EuropaNova, konkrete Projekte und Initiativen zu entwickeln, um die Fortentwicklung und Integration Europas voranzutreiben.

## Aktivitäten
Jedes Jahr organisiert die Denkfabrik eine Europa-Konferenz, welche Menschen diverser Herkünfte und unterschiedlicher Perspektiven versammelt.
Darüber hinaus publiziert EuropaNova Interviews und andere Beiträge zum europäischen Zeitgeschehen, beispielsweise mit der Politikwissenschaftlerin Ulrike Guérot.
Ein weiteres Augenmerk der Denkfabrik liegt darin, gemeinsam mit verschiedenen Partnern Veranstaltungen zu organisieren, welche eine europäische Öffentlichkeit erreichen. So organisierte EuropaNova im Jahr 2012 mit der Sciences Po Paris und der Zeitung „Le Monde“ eine Veranstaltung, welche die Europäische Integration als wichtigstes Thema im französischen Präsidentschaftswahlkampf etablieren wollte. Daran nahmen die damaligen Präsidentschaftskandidaten François Bayrou, François Hollande, Jean-Luc Mélenchon und Nicolas Sarkozy teil; aber auch andere hochrangige französische Politiker wie Michel Barnier und Franziska Brantner.

## Zusammensetzung
- Exekutives Büro: Denis Simonneau, Guillaume Klossa, Cédric Villani, Cédric Denis-Rémis, Cynthia Fleury, Alexandre Heully und Stéphane Cossé.[7]
- Direktion: Corentin Gorin, Elise Bernard und Amélie Jaques-Apke.[7]
- Verwaltungsrat: Asiem El Difraoui, Alain Bernard, David Fajolles, Édouard Gaudot, Hélène Reltgen, Anne Macey, Raphaela Kitson Pantano, Lena Morozova-Friha, Sylvain Bonnet, Marc Mossé, Aurélie Motta-Rivey, Sandro Gozi, Gaëlle Le Goff, Sophie Javary und Nicolas Petit.[7]